# Scipione del Ferro
Scipione del Ferro (* 6. Februar 1465 in Bologna; † 5. November 1526 ebenda) war ein italienischer Mathematiker. Seit 1496 war er Professor für Arithmetik und Geometrie an der Universität von Bologna.
Luca Pacioli (um 1445–1514/17), der 1501–1502 an der Universität Bologna war, vertrat in seiner Summa de Arithmetica (1494) die Meinung, dass es für Gleichungen 3. und höheren Grades kein allgemeines Lösungsverfahren gibt. Diese Vorahnung erwies sich für Gleichungen 3. und 4. Grades als falsch, wurde aber später für Gleichungen vom Grad größer als 4 mit dem Satz von Abel-Ruffini als richtig bewiesen. Paciolis Ansicht muss das Interesse von del Ferro erweckt haben. Ihm gelang es, eine Lösung für die reduzierte kubische Gleichung {\displaystyle x^{3}+ax+b=0} zu finden. Das Wissen wurde von ihm aber nie veröffentlicht; erst auf dem Sterbebett gab er es an seine Schüler Hannibal del Nave (sein Schwiegersohn und Nachfolger, um 1500 bis 1558) und Antonio Maria Fiore weiter.

## Geschichte der Lösung

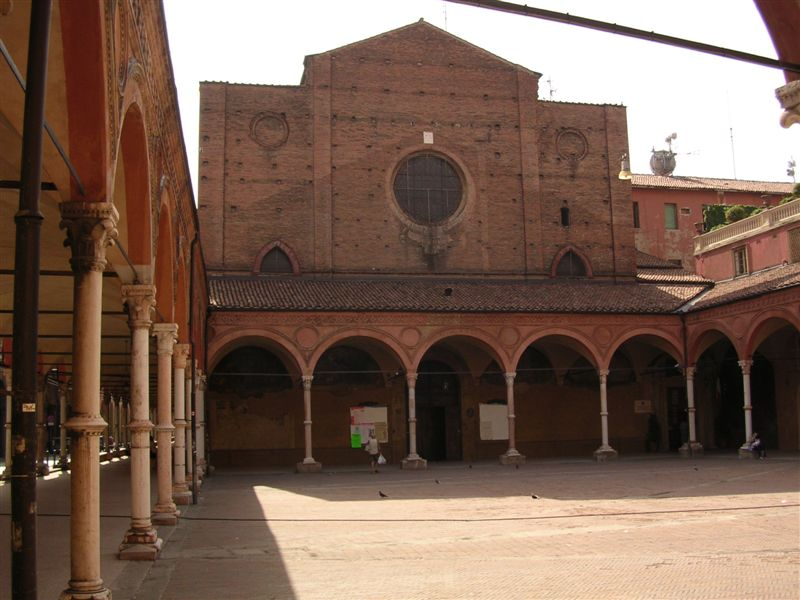
Die Vorhalle der Basilica di Santa Maria dei Servi in Bologna war der Ort für öffentliche mathematische Herausforderungen.

Nicolo Tartaglia, der ab 1535 (als Fiore ihn mit der Frage nach den Lösungen von 30 Gleichungen, die sich auf obige Form bringen lassen, herausforderte) die Lösung von del Ferro in öffentlichen Wettbewerben zum Gelderwerb benutzte und diese Lösung eventuell unabhängig fand, jedenfalls als sein privates Geheimwissen betrachtete, gab diese in verklausulierter Form an Gerolamo Cardano weiter, der aber schwören musste, die Lösung für sich zu behalten. Nachdem Cardano erfuhr, dass del Ferro die Lösung lange vor Tartaglias Verwendung derselben gefunden hatte, fühlte er sich an den Schwur nicht mehr gebunden und veröffentlichte die allgemeine und damit weit über del Ferros bzw. Tartaglias Spezialfall hinausgehende Lösung in seinem Werk Ars magna de Regulis Algebraicis von 1545. Darin ist auch die allgemeine Lösung für Gleichungen 4. Grades enthalten, die Cardano ausdrücklich seinem Schüler Lodovico Ferrari zuschrieb. Tartaglia beschuldigte Cardano daraufhin des geistigen Diebstahls, wurde aber von einem Gericht in Mailand dazu verurteilt, diese Anschuldigung öffentlich zu widerrufen.

## Lösung von del Ferro
| {\displaystyle x^{3}+px+q=0}                                                      | {\displaystyle x^{3}+6x-20=0}                                  |
| {\displaystyle D=\left({\frac {p}{3}}\right)^{3}+\left({\frac {q}{2}}\right)^{2}} | {\displaystyle D=2^{3}+(-10)^{2}=108}                          |
| Für den Fall {\displaystyle D>0} kann man nun berechnen:                          |                                                                |
| {\displaystyle u={\sqrt[{3}]{-{\frac {q}{2}}+{\sqrt {D}}}}}                       | {\displaystyle u={\sqrt[{3}]{10+{\sqrt {108}}}}=1+{\sqrt {3}}} |
| {\displaystyle v={\sqrt[{3}]{-{\frac {q}{2}}-{\sqrt {D}}}}}                       | {\displaystyle v={\sqrt[{3}]{10-{\sqrt {108}}}}=1-{\sqrt {3}}} |
| Dann gilt: {\displaystyle x=u+v}                                                  | {\displaystyle \quad x=1+{\sqrt {3}}+1-{\sqrt {3}}=2}          |
|                                                                                   | Probe: {\displaystyle 2^{3}+6\cdot 2-20=0}                     |

Die gefundene Lösung ist die einzige reelle, die Cardanische Formel in ihrer modernen Fassung liefert zwei weitere komplexe Lösungen.